# 채권 (법률)
채권(債權, 영어: credit, 독일어: Forderung)은 특정인(채권자)이 다른 특정인(채무자)에 대하여 일정한 행위를 할 것을 청구할 수 있는 권리로서 청구권의 전형이다. 금융에서 채권의 권이 '문서 권'인 것과는 다르게 법률에서의 채권은 '권한 권'을 쓴다.
소유권이라든가 또는 지상권 같은 물권은 일정한 물건을 직접으로 지배하여 배타적으로 이익을 향수(享受)하는 권리인 데 반하여 채권은 어떤 사람에 대하여 특정의 행위를 하게 할 수 있는 권리이다. 즉 채권은 채무자의 행위를 매개로 함으로써만 비로소 권리 내용의 실현이 기대된다고 하는 본질을 가지고 있다. 특정의 행위라 함은 부작위(경계에 수목을 심지 못한다)가 되어도 좋고 작위라도 무방하다. 작위 가운데는 물건을 주는 경우(가옥을 인도하고 돈을 갚는다)와 어떤 행위를 하는 경우(고용되고 소송을 인수한다)를 포함한다. 채권은 통상 채무자의 임의의 이행에 의하여 그 목적을 달성하나 임의의 이행이 없을 경우에는 채권자는 법원에 대하여 행위의 이행을 채무자에 명하는 판결을 청구할 수 있으며 그래도 이행하지 않으면 더 나아가 국가 권력에 의하여 강제적으로 이행시킬 수 있는 것이 원칙이다. 그러나 이행을 명하는 판결을 청구할 수 없는 채권도 있으며(友誼上의 약속) 재판을 청구할 수 있으나 강제적으로 이행시키는 수단이 없는 채권도 있다(강제집행을 하지 아니한다는 약속). 결국 채권이 가지는 최소한도의 효력은 채무자로부터 이행이 있을 때 이것을 정당하게 수령하게 할 수 있다는 것에 있다. 채권은 장래의 재화의 교환을 가능하게 하고 상품교환의 범위를 때·장소의 관계에서 확대하며, 자본제 경제의 발전에 불가결한 법적 지주(支柱)로 되어 있다. 다른 한편 교통사고와 같은 불법행위로부터 생기는 손해배상 채권은 근래의 사회생활상 중요한 역할을 차지하고 있음은 주지의 사실과 같다.
그리고 특정의 행위를 급부 또는 급여라고도 하며, 이 급부가 채권의 목적, 내용이다. 그리고 급부는 급부행위와 급부결과로 구성되어 있다.
채권관계는 채권과 채무로부터 발생하는 권리·권능 등을 모두 포함하는 개념으로 파악된다. 이러한 채권관계를 구성하는 전법률관계를 유기적 협력관계로 파악한다(다수설). 채권의 발생원인에는 여러 가지가 있으나, 가장 대표적인 것은 계약·부당이득·사무관리·불법행위이다. 채권 본래적 특색은 물권과 달리 특정인에 대해 청구력을 주된 내용으로 하고 있다는 것이다. 그런 까닭에 절대권·대세권인 물권과 달라서 채권은 상대권·대인권이라고 한다. 채권을 하나의 재산으로서 거래계에 유통케 할 경제적 필요도 강하므로 오늘날에는 채권도 넓은 범위에서 양도성이 인정되고, 우리 민법도 채무인수·채권양도에 관한 규정을 두고 있다.

## 채권자 평등의 원칙
채권자 평등의 원칙(債權者 平等의 原則)이란 어떤 채무에 복수의 채권자가 존재하는 경우, 채권은 그 발생의 원인·시기에 관계 없이 모두 평등의 효력을 가지며, 채무자의 전재산이 전채권을 변제하기에 불충분한 경우에는 채권액에 비례하여 안분해서 평등하게 변제를 받는다는 원칙을 말한다.
채권은 채무자가 임의로 이행하지 않는 이상, 물건의 인도를 목적으로 하는 채무에 대하여 직접 강제가 가능한 경우를 별개로 한다면 종국적으로는 언제나 금전채권으로 전화된다. 이 금전채권의 최후의 보증은 채무자의 전재산이 되는데 채권자의 평등한 입장에 서서 이것에 대하여 집행을 하고 채권의 만족을 얻는다. 즉 채무자 파산의 경우에는 전 채권자는 채권액에 응해서 평등하게 배당을 받으며 한 사람의 채권자가 채무자의 재산을 압류하더라도 다른 채권자도 압류채권자와 평등하게 채권액에 응해서 배당가입이 된다. 그러나 저당권·질권 등에 의하여 보증되어 있는 채권이 있을 경우에는 그 채권자는 우선하여 변제를 받는다.

## 같이 보기
- 채권법
- 민법
- 채무자
- 구조화채권
- 무수익여신(en:Non-performing loan, NPL, 부실채권)
- 부채담보부증권(en:Collateralized debt obligation, CDO)
- 모기지담보증권(en:Mortgage-backed security, MBS)